# アトランティック・クロッシング
『アトランティック・クロッシング』(Atlantic Crossing)は、ロッド・スチュワートが1975年に発表したソロ・アルバム。スタジオ・アルバムとしては6作目。

## 解説
ワーナー・ブラザース・レコード移籍第1弾。レコーディングはアメリカで行われ、ブッカー・T&ザ・MG'sのメンバー等、アメリカ人のスタジオ・ミュージシャンが多数参加した。本作よりトム・ダウドがプロデュースを担当するようになる。
本作のA面は"Fast half"、B面は"Slow half"と表記されており、A面はロック色の強い楽曲が中心、B面はバラード・タイプの楽曲が中心という構成となっている。
本作からは、「セイリング」（全英1位・全米58位）、「ジス・オールド・ハート・オブ・マイン」（全英4位・全米83位）がシングル・ヒットした。また、1977年には、「もう話したくない」と「さびしき丘」の両A面シングルが全英1位に達した。

## 収録曲

### Side 1
1. スリー・タイム・ルーザー - Three Time Loser (Rod Stewart) - 4:03
2. オールライト・フォー・アン・アワー - Alright for an Hour (R. Stewart, Jesse Ed Davis) - 4:17
3. オール・イン・ザ・ネーム・オブ・ロックン・ロール - All in the Name of Rock & Roll (R. Stewart) - 5:02
4. 明日なきさすらい - Drift Away (Mentor Williams) - 3:43
5. ストーン・コールド・ソウバー - Stone Cold Sober (R. Stewart, Steve Cropper) - 4:00

### Side 2
1. もう話したくない - I Don't Want to Talk About It (Danny Whitten) - 4:47
2. イッツ・ノット・ザ・スポットライト - It's Not the Spotlight (Barry Goldberg, Gerry Goffin) - 4:21
3. ジス・オールド・ハート・オブ・マイン - This Old Heart of Mine (Sylvia Moy, Holland-Dozier-Holland) - 4:04
4. スティル・ラヴ・ユー - Still Love You (R. Stewart) - 5:08
5. セイリング - Sailing (Gavin Sutherland) - 4:37

## レコーディング・メンバー
- ロッド・スチュワート - ボーカル
- ピート・カー - ギター
- スティーヴ・クロッパー - ギター
- ジェシ・エド・デイヴィス - ギター
- ジミー・ジョンソン - ギター
- フレッド・タケット - ギター
- デヴィッド・リンドレー - マンドリン、ヴァイオリン
- ドナルド・ダック・ダン - ベース
- ボブ・グラウブ - ベース
- デヴィッド・フッド - ベース
- リー・スカラー - ベース
- ウィリー・コリア - ドラムス、パーカッション
- ロジャー・ホーキンス - ドラムス、パーカッション
- アル・ジャクソン - ドラムス、パーカッション
- ナイジェル・オルソン - ドラムス、パーカッション
- バリー・ベケット - キーボード
- アルビー・ガルテン - キーボード
- ザ・メンフィス・ホーン - ホーン
- シンディ・アンド・ボブ・シンガーズ - バッキング・ボーカル
- ザ・ペッツ・アンド・ザ・クラッパーズ - バッキング・ボーカル
- アリフ・マーディン - ストリングス・アレンジ(on 6. 10.)
- ジェイムズ・ミッチェル - ストリングス・アレンジ(on 8.)